# Heimatmuseum Bad Sobernheim
Das Heimatmuseum Bad Sobernheim ist ein kommunales Museum in der rheinland-pfälzischen Stadt Bad Sobernheim. Es befindet sich seit 1986 im historischen Priorhof, einem in Teilen denkmalgeschützten Gebäudeensemble im Stadtzentrum. Das Museum widmet sich der Stadt- und Regionalgeschichte, mit Schwerpunkten auf der Geologie und Paläontologie, dem Leben und Wirken des Naturheilkundigen Emanuel Felke sowie partizipativen Projekten zur Erinnerungskultur.

## Geschichte
Das Museum wurde 1986 eröffnet. Zunächst wurde ein Ausstellungsraum im Erdgeschoss des Priorhofs eingerichtet, später folgten sukzessive weitere Ausstellungsbereiche. Das Museum wurde um mehrere Elemente erweitert: die Museumsscheune, eine aus Repelen translozierte Felke-Lufthütte, ein Heilpflanzengarten sowie das Pförtnerhäuschen der Wilhelmstraße.

## Sanierung und Neukonzeption seit 2022
Seit 2022 befindet sich das Heimatmuseum im Rahmen des Städtebauförderprogramms „Lebendige Zentren – Aktive Stadt“ in einer umfassenden Sanierungs- und Neuausrichtungsphase. Die Maßnahmen erfolgen unter der Trägerschaft der Stadt Bad Sobernheim mit Unterstützung des Ministeriums des Innern Rheinland-Pfalz.
Ziel ist die bauliche Ertüchtigung und zukunftsorientierte Umnutzung des Priorhofs. Notwendig geworden war die Sanierung aufgrund erheblicher Mängel an der technischen Infrastruktur, darunter Heizungs-, Wasser- und Stromleitungen. In enger Zusammenarbeit mit der Museumsleitung und dem Architekturbüro Studio Baukultur (Darmstadt) wurde eine Machbarkeits- und Nutzungsstudie erstellt, um die geplanten Maßnahmen mit dem musealen Nutzungskonzept in Einklang zu bringen.
Ein zentraler Aspekt ist die Barrierefreiheit: Der neu errichtete Aufzug erschließt alle Stockwerke bis ins Dachgeschoss. Er konnte durch eine Spende der Bürkle-Stiftung (Simona AG, Kirn) finanziert. Zudem wurde der Haupteingang an die Hauptfassade verlegt, wodurch ein großzügiger Empfangsbereich entsteht. Im ersten Obergeschoss werden durch Umbauten neue Flächen für Ausstellungen geschaffen.
Ein weiterer Bestandteil des Umbaus ist die Verlagerung der Toilettenanlage aus dem Gebäudeinneren in einen externen Anbau. Dieser steht künftig nicht nur dem Museum, sondern auch für Veranstaltungen auf dem benachbarten Marktplatz zur Verfügung. Im Inneren des Gebäudes wurde dadurch Platz für Gruppenangebote und museumspädagogische Arbeit geschaffen. Direkt vor dem neuen Haupteingang entsteht ein kleines Atrium mit Sitzstufen, das sowohl für Veranstaltungen als auch als Treffpunkt für Stadtführungen genutzt werden kann.
Die Wiedereröffnung des Gebäudes ist für das Jahr 2026 geplant – pünktlich zum 40-jährigen Bestehen des Museums. Zum Jubiläum ist eine Sonderausstellung zur Geschichte des Priorhofs und des Museums vorgesehen. Im Jahr 2028 soll eine partizipative Ausstellung zum Thema „Heimat“ folgen. Die Wiedereröffnung der stadtgeschichtlichen Dauerausstellung ist für das Jahr 2030 geplant – im Rahmen der 700-Jahr-Feier der Stadtrechte Bad Sobernheims.

## Der Priorhof
Der Priorhof ist das älteste erhaltene profane Gebäude in Bad Sobernheim. Seine Ursprünge reichen bis zu einem klösterlichen Wirtschaftshof des Wilhelmitenklosters St. Marienpforte zurück. Nach einem Stadtbrand 1567 wurde das Gebäude 1573/74 auf alten Fundamenten neu errichtet und gilt als bedeutendes Beispiel der Renaissance-Architektur im ländlichen Raum. Besonders hervorzuheben sind ein dreiseitiger Ziererker von 1609, ein zweigeschossiger Standerker mit freischwebenden Gewölberippen sowie ein vollständig erhaltener Treppenturm. Der Priorhof wurde im 18. Jahrhundert barock überformt. 1986 wurde er für die Nutzung als Museum denkmalgerecht restauriert.

## Sammlungsschwerpunkte
Das Museum dokumentiert zentrale Aspekte der lokalen Geschichte: Stadt- und Regionalgeschichte – Persönlichkeiten der Stadt, allen voran Emanuel Felke und seine Naturheilkunde – Geologie und Paläontologie der Umgebung – Kunstsammlung regionaler Künstler (Gemälde, Zeichnungen, Grafiken).

## Vermittlungsarbeit, Teilhabe und Ehrenamt
Das Museum verfolgt einen partizipativen und inklusiven Ansatz. Formate wie Erzählcafés, Schul-AGs und interaktive Bildungsangebote prägen das Profil. Eine wöchentlich aktive Ehrenamtsgruppe gestaltet gemeinsam mit der Museumsleitung und einem kleinen Team des Integrationsbetriebs der Kreuznacher Diakonie „JobInklusivo“ das gesamte Museumsgeschehen. Das Museum versteht sich als Ort gesellschaftlicher Mitgestaltung und kultureller Teilhabe.
Unter dem Leitmotiv „Fokus Felke-Stadt – gestern, heute, morgen“ werden historische Perspektiven mit aktuellen Themen verknüpft, um daraus Zukunftsperspektiven zu entwickeln.

## Change-Prozess und Vision
Seit 2019 befindet sich das Heimatmuseum in einem strategischen Veränderungsprozess, der im Rahmen des Programms „Change Vision – Museen im Wandel“ vom Museumsverband Rheinland-Pfalz begleitet wurde. Im Zentrum steht die Vision eines „Museums für alle“: eines Ortes, der nicht nur Geschichte bewahrt, sondern auch gesellschaftliche Themen aufgreift, mitgestaltet und reflektiert. Das Museum strebt eine offene, inklusive und kollaborative Museumsarbeit an, die alle Generationen und Bevölkerungsschichten zur Teilhabe einlädt. Wechselausstellungen, Veranstaltungsformate und die Möglichkeit zur Anmietung von Räumen als Dritter Ort unterstreichen diesen Anspruch.

## Veranstaltungen
Das Museum organisiert regelmäßig kulturelle Veranstaltungen, darunter: Dämmerschoppen im Museumshof, Stadtführungen, Neujahrsglühen und Felke-Tage – Mitmachaktionen für Kinder und Jugendliche.

## Trägerschaft, Förderverein und Leitbild
Träger des Museums ist die Stadt Bad Sobernheim. Der Förderverein „Freunde des Heimatmuseums Bad Sobernheim e.V.“ wurde 2018 gegründet und ging aus einer bestehenden Ehrenamtsgruppe hervor. Gemeinsam mit der Stadtgesellschaft wurde ein Leitbild erarbeitet, das das Museum als Ort der Erinnerung, Bildung, Vielfalt und Beteiligung definiert. Es bildet die strategische Grundlage für die weitere Entwicklung des Hauses.